# Isaac Simelane
Isaac Mandla Simelane (ur. 28 stycznia 1964) – suazyjski lekkoatleta, maratończyk.
Dwukrotnie reprezentował Suazi na Letnich Igrzyskach olimpijskich w 1992 w biegu na 5000 metrów i na 10 000 metrów odpadł w eliminacjach i 1996, zajął 62. miejsce w maratonie.